# Ocampo, Durango
Ocampo là một đô thị thuộc bang Durango, México. Năm 2005, dân số của đô thị này là 9222 người.